# ريكتسيا آسيوية
ريكتسيا آسيوية (الاسم العلمي:Rickettsia asiatica) هي نوع من البكتيريا تتبع جنس الريكتسيا من الفصيلة الريكتسية.